# Diòcesis d'Espanya

Mapa de les diòcesis d'Espanya.

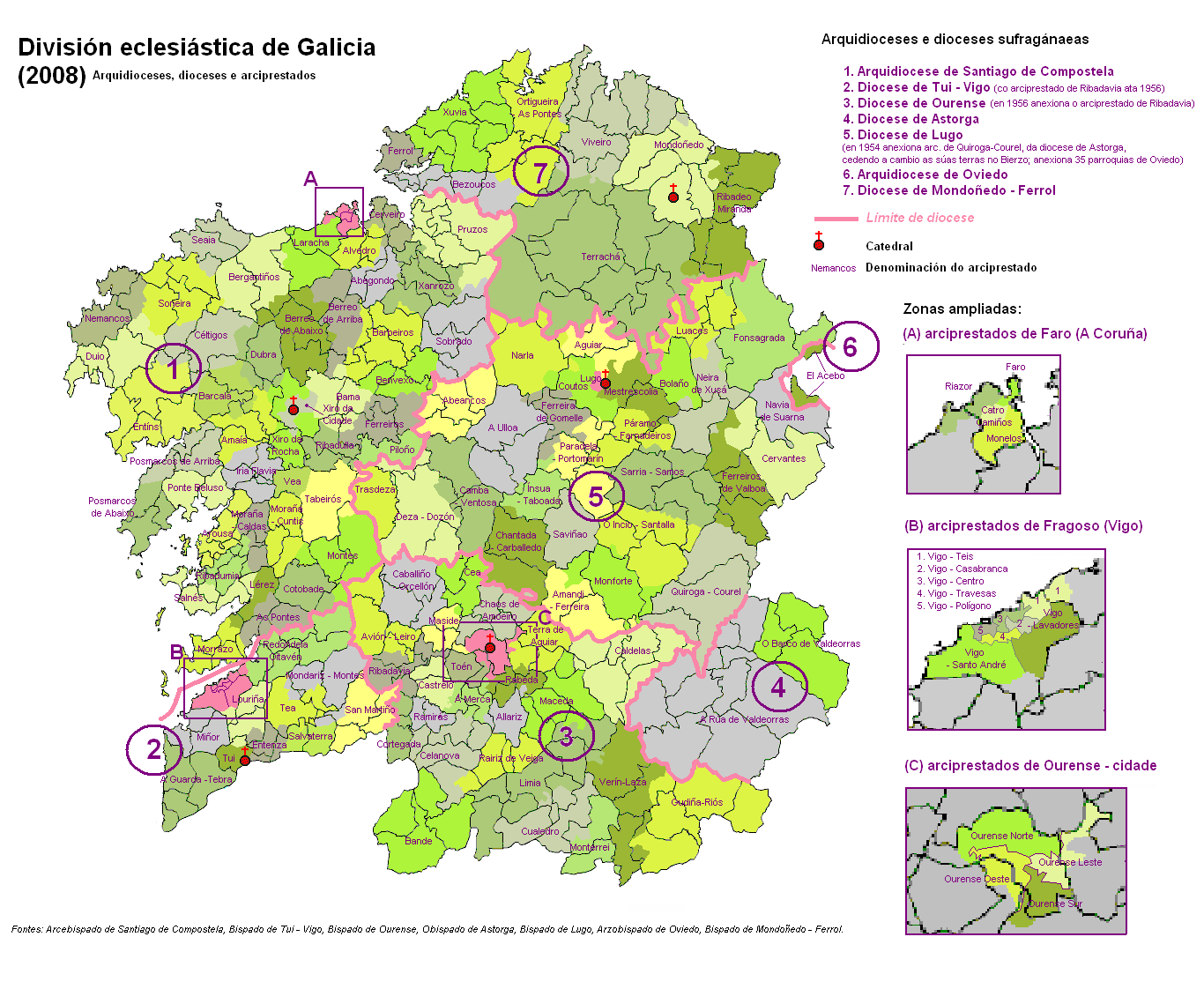
Divisió eclesiàstica de Galícia. Molts dels arxiprestats fan referència a entitats ètniques preromanes, como Nemancs, Cèltics, Entíns o Posmarcs.

Una diòcesi és un districte o territori en què té i exerceix jurisdicció espiritual un prelat, com un arquebisbe, un bisbe, etc.
Territorialment, el sistema diocesà de l'Església catòlica d'Espanya divideix al país en 70 diòcesis (14 d'elles arxidiòcesis), cadascuna a càrrec d'un bisbe (o arquebisbe). Alhora, aquestes es reuneixen en catorze províncies eclesiàstiques, cadascú a càrrec del seu respectiu arquebisbe.
En la següent llista es presentaran tots els bisbes o arquebisbes d'Espanya, tant els que pertanyen a la Conferència Episcopal Espanyola com les que exerceixen funcions fora de l'Estat espanyol.

## Divisió territorial
Espanya compta amb 70 diòcesis:
- 14 arxidiòcesis
- 55 diòcesis
- 1 Arquebisbat castrense

## Províncies eclesiàstiques

### Barcelona
- Arxidiòcesi de Barcelona — Segle IV (arxidiòcesi des del segle XX).
- Bisbat de Sant Feliu de Llobregat — Creada en 2004 com a desmembrament de l'Arxidiòcesi de Barcelona.
- Bisbat de Terrassa — Creada en 2004 com a desmembrament de l'Arxidiòcesi de Barcelona.

### Burgos
- Arxidiòcesi de Burgos — Creada en 1075 com a restauració d'Oca, elevada a seu metropolitana en 1574.
  - Diòcesi d'Oca — Segles III-VII. Restaurada en Burgos en 1075.
- Diòcesi de Bilbao — Creada en 1949 com a desmembrament de Vitòria
- Diòcesi d'Osma-Sòria — Segle VI.
- Diòcesi de Palència — Segle VI.
- Diòcesi de Vitòria — Creada en 1861 com a desmembrament de Calahorra.

### Granada
- Arxidiòcesi de Granada — Creada el 10 de desembre de 1492, després de la conquesta de la ciutat.
- Diòcesi d'Almeria
- Diòcesi de Cartagena — Creada en temps romans, va arribar a ser diòcesi metropolitana (arquidiócesis), condició que va perdre al Segle VII. Va ser restaurada com a tal en 1250.
- Diòcesi de Guadix — Creada el 4 d'agost de 1486, poc abans de la conquesta de la ciutat.
- Diòcesi de Jaén
- Diòcesi de Màlaga, també comprèn la ciutat de Melilla — Segle I.

### Madrid
- Arxidiòcesi de Madrid — Creada el 7 de març de 1885, com a desmembrament de Diòcesi de Toledo.
- Diòcesi d'Alcalá de Henares — Creada l'any 412 com a Diòcesi Complutum, annexada a Toledo el 1099, a Madrid-Alcalá el 1885 (compartint bisbes ambdues ciutats), i restituïda en 1991.
- Diòcesi de Getafe — Creada en 1991 com a desmembrament de l'Arxidiòcesi de Madrid.

### Mèrida-Badajoz
- Arxidiòcesi de Mèrida-Badajoz
- Diòcesi de Còria-Càceres
- Diòcesi de Plasència

### Oviedo
- Arxidiòcesi d'Oviedo
- Diòcesi de Lleó
- Diòcesi de Santander — Creada en 1754 com a desmembrament de les diòcesis d'Oviedo i Burgos.
- Diòcesi d'Astorga

### Pamplona
- Arquebisbat de Pamplona i Tudela
- Diòcesi de Calahorra i La Calzada-Logronyo
- Diòcesi de Jaca — Creada en 1572 a partir d'Osca
- Diòcesi de Sant Sebastià

### Santiago de Compostel·la
- Arxidiòcesi de Santiago de Compostel·la Creada en temps romans (segle iv) a Iria Flavia i traslladada en 1120.
- Diòcesi de Lugo
- Diòcesi de Mondoñedo-Ferrol
- Diòcesi d'Ourense
- Diòcesi de Tui-Vigo

### Sevilla
- Arxidiòcesi de Sevilla
- Diòcesi d'Asidonia-Jerez que inclou la part nord de la província de Cadis usant el Guadalete com a frontera natural.
- Diòcesi de Cadis i Ceuta, que inclou la part sud de la província de Cadis usant el Guadalete com a frontera natural i Ceuta.
- Diòcesi de Canàries - Amb seu en Las Palmas de Gran Canària, actualment solament ocupa la província oriental de Canàries.
  - Diòcesi de les Illes de la Fortuna - creada en 1351 a Telde (Gran Canària), per ser aquesta una de les primeres illes a ser conquistada, va ser abolida en 1393.
  - Diòcesi Rubicense - Amb seu a San Marcial del Rubicón (Lanzarote) en 1404, traslladada a Las Palmas de Gran Canària en 1483.
  - Diòcesi de Fuerteventura - Amb seu a Betancuria (Fuerteventura), creada el 1351 desmembrada de la Diòcesi Rubicense. Va ser abolida en 1431.
- Diòcesi de San Cristóbal de La Laguna - Amb seu en San Cristóbal de La Laguna (Tenerife). Creada en 1819, comprèn la província occidental de Canàries.
- Diòcesi de Còrdova
- Diòcesi de Huelva

### Tarragona
- Arxidiòcesi de Tarragona — Creada en temps romans, restablerta de iure el 1118.
- Diòcesi de Girona
- Diòcesi de Lleida — Creada al segle iii, després de la conquesta musulmana va ser traslladada a:
  - Diòcesi de Roda — fins a 1101, després traslladada a Barbastre:
  - Diòcesi de Barbastre-Roda — 1101-1149, després traslladada de tornada a Lleida
- Diòcesi de Solsona
- Diòcesi de Tortosa
- Diòcesi d'Urgell
- Diòcesi de Vic

### Toledo
- Arxidiòcesi de Toledo
- Diòcesi d'Albacete
- Diòcesi de Ciudad Real
- Diòcesi de Conca
- Diòcesi de Sigüenza-Guadalajara

### València
- Arxidiòcesi de València
- Diòcesi d'Eivissa
- Diòcesi de Mallorca
- Diòcesi de Menorca
- Diòcesi d'Oriola-Alacant
- Diòcesi de Sogorb-Castelló — Creada en 1960.
  - Diòcesi de Sogorb — segles VI i VII.
  - Diòcesi de Sogorb — 1173-1259, amb la seu episcopal en Albarrasí
  - Diòcesi de Sogorb-Albarrasí — 1259-1571 o 1576.
  - Diòcesi de Sogorb — 1571 o 1577-1960.

### Valladolid
- Arxidiòcesi de Valladolid
- Diòcesi d'Àvila
- Diòcesi de Ciudad Rodrigo
- Diòcesi de Salamanca
- Diòcesi de Segòvia
- Diòcesi de Zamora

### Saragossa
- Arxidiòcesi de Saragossa — Creada en temps romans, elevada a arxidiòcesi en 1318.
- Diòcesi de Barbastre-Montsó — Creada en 1995.
  - Diòcesi de Roda — fins a 1101, traslladada des de Lleida, després traslladada a Barbastre
  - Diòcesi de Barbastre-Roda — 1101-1149, després traslladada de tornada a Lleida
  - Diòcesi de Barbastre — 1571-1995, creada a partir d'Osca
- Diòcesi d'Osca — Creada en o abans del segle vi, després de 713 va ser traslladada a:
  - Bisbes d'Aragó — fins a 1063, llavors la seu va ser traslladada a Jaca:
  - Seu a Jaca — 1063-1096, després traslladada de tornada a Osca.
- Diòcesi de Tarassona — Creada en o abans del segle v.
- Diòcesi de Terol i Albarrasí — Creada en 1985.
  - Diòcesi de Sogorb — 1173-1259, amb la seu episcopal a Albarrasí
  - Diòcesi de Sogorb-Albarrasí — 1259-1571 o 1576.
  - Diòcesi d'Albarrasí — 1577-1852.
  - Diòcesi de Terol — 1577-1851.
  - Diòcesi de Terol-Albarrasí — 1852-1984.

### Arquebisbat Castrense d'Espanya
- Arquebisbat Castrense: posseeix la seva Seu a Madrid i una Catedral al carrer Mayor, propera a la Puerta del Sol